# La terra dei figli (film)
La terra dei figli è un film del 2021 diretto da Claudio Cupellini.
Il film, dramma postapocalittico di produzione italiana, è tratto dall'omonimo fumetto di Gipi ed è stato distribuito nelle sale dal 1º luglio 2021.

## Trama
Italia settentrionale, tempo imprecisato. Padre e figlio abitano in una palafitta sull’acqua, dopo che una catastrofe non meglio identificata ha cambiato il corso degli eventi, condannando i pochi sopravvissuti a una vita misera, fatta di stenti e privazioni. In questo mondo dove vige la legge del più forte, le nuove generazioni hanno dimenticato come si fa a leggere e a scrivere, attività considerate ormai superflue, retaggio di un passato che sopravvive solo nei ricordi dei più anziani. Così, alla morte del padre, quando il figlio vuole scoprire cosa il genitore abbia scritto sul suo diario segreto, dovrà compiere un viaggio insidioso e pieno di pericoli, alla ricerca di qualcuno che possa aiutarlo.

## Produzione
Il film è stato girato nelle terre del delta del Po, nel ferrarese e soprattutto nel Polesine, nella laguna di Chioggia e nella centrale termoelettrica di Porto Tolle. La colonna sonora è stata composta dal cantautore italiano Motta e pubblicata il 1º luglio 2021 dalla Decca Records.
Presentato fuori concorso al Taormina Film Fest, ha avuto il suo debutto internazionale al Festival internazionale del Cinema di Karlovy Vary (Repubblica Ceca).

## Riconoscimenti
- 2021 – Bobbio Film Festival
  - Premio Miglior Opera Prima a Claudio Cupellini
- 2021 – Noir in Festival
  - Premio Caligari